# Tannadice Park
Le Tannadice Park est un stade de football construit en 1883 et situé à Dundee.
D'une capacité de 14 223 places, il accueille les matches à domicile du Dundee United, club de première division écossaise. Il se situe à peine à 300 mètres et dans la même rue que le Dens Park, l'autre stade de Dundee, où jouent les grands rivaux du Dundee FC.

## Histoire
La zone où se trouve le Tannadice Park est utilisée pour le football depuis les années 1870, époque où elle était encore dans un environnement rural, en périphérie de la ville. C'est en 1883 que le terrain a une reconnaissance officielle, devenant le stade de l'équipe de Dundee East End (en) sous le nom de Clepington Park. Le club junior de Dundee Violet (en) s'installe aussi dans ce stade pour la saison 1883-84.
Les deux clubs quittent cependant Clepington Park dès 1884, Dundee Violet (en) emménageant à Fairmuir et Dundee East End (en) à Madeira Park puis à Pitkero Park avant de revenir à Clepington en 1887. Ils y restent jusqu'à leur départ en 1891 pour Carolina Port (en) qui était alors le stade le plus développé de Dundee. L'équipe de Dundee East End (en) fusionnera deux ans plus tard avec Dundee Our Boys (en) pour donner Dundee FC.
En 1891, après le départ de Dundee East End (en), le stade est utilisé par l'équipe de Johnstone Wanderers, qui décide de construire une enceinte autour du terrain, afin de faire payer des droits d'entrée aux spectateurs. Une butte naturelle est aussi utilisée pour permettre aux spectateurs de surplomber le terrain et d'avoir donc une meilleure vue. Une tribune rudimentaire de moins de 500 personnes est aussi installée. C'est à cette même époque que la voirie autour du stade prit son aspect définitif, avec le tracé des rues Provost Road, Arklay Street, Clepington Road et Tannadice Street.
En janvier 1894, Johnstone Wanderers fusionne avec un autre club de Dundee, le Strathmore FC (en), pour donner naissance aux Dundee Wanderers. Le nouveau club obtient dans la foulée son adhésion à la Scottish Football League et Clepington Park accueille donc son premier match de championnat d'Écosse le 25 août 1894 contre Motherwell. Cependant, à la fin de la saison 1894-95, Dundee Wanderers n'est pas réélu pour la Scottish Football League et se rabat donc sur la Northern League.
À partir de 1899, Dundee Wanderers et Clepington Park doivent faire concurrence auprès des supporteurs locaux au Dundee FC qui vient de s'installer au Dens Park situé à moins de 300 mètres, à l'angle de Tannadice Street et Sandeman Street. Il s'agit d'ailleurs de la plus courte distance entre deux stades d'équipe de league de toute la Grande-Bretagne. Dans toute l'Europe, seuls les deux clubs de Budapest, MTK et BKV Előre SC (en), ont leurs stades plus proches, le Stade Nándor Hidegkuti et le Sport Utcai Stadion étant situés réellement côte à côte.
En 1909, un nouveau club est créé à Dundee, appelé Dundee Hibernians afin de représenter la communauté irlandaise de la ville. Mais, au lieu de s'installer dans le quartier de Lochee (en) où se trouve la majorité de la communauté, Pat Reilly (en), le manager de Dundee Hibernians fait une proposition au propriétaire du stade pour en devenir le club résident. Le prix qu'il propose pour la location étant bien supérieur à celui payé par Dundee Wanderers, celui-ci accepte, provoquant la colère de ces derniers.
Avant de quitter définitivement leur stade, ils décidèrent de démonter toutes les installations (tribunes, vestiaires et même cages de but), Dundee Hibernians se retrouvant locataires d'un terrain nu. Loin de se décourager, ceux-ci acceptèrent de repartir à zéro, en réaménageant de nouveaux équipements et en renommant le stade en Tannadice Park, du nom de la rue où se trouve désormais l'entrée principale du stade. Une nouvelle tribune de presque mille places assises et de nouveaux vestiaires sont rapidement installés.
Le premier match à la fois du nouveau club et du stade sous son nouveau nom a lieu le 18 août 1909, devant une foule de 7 000 spectateurs, contre leurs quasi-homonymes d'Hibernian. La capacité d'accueil du stade à cette époque est de 10 000 places environ, mais lors de rencontres particulièrement attractives, elle pouvait être augmentée par l'ajout d'installations temporaires. Ainsi, un match de Qualifying Cup contre Forfar Athletic en 1913 a pu se jouer devant 15 000 spectateurs.
En 1923, un nouveau consortium de dirigeants prend le contrôle de Dundee Hibernians qui prend son nom actuel de Dundee United et est réélu pour participer à la Scottish Football League. Lorsque le club obtient la promotion en Division One pour la première fois en 1925, le stade doit être mis aux normes. Les dirigeants décident alors de ne plus louer le stade mais de l'acheter pour 2 500£, ce qui leur permet une plus grande souplesse dans la gestion au quotidien et l'aménagement du stade. Des grands travaux commencent dès après, le premier étant l'amélioration du terrain et de la pelouse, ainsi que l'aplanissement d'une butte rocheuse située à proximité directe d'un des coins du terrain.
Presque aucun aménagement d'envergure n'a lieu alors jusqu'aux années 1960, si ce n'est la rénovation en béton des terrasses nord (en 1953) et sud (en 1957) ainsi que l'ouverture d'une nouvelle terrasse en septembre 1957. En 1962, la rénovation de la tribune principale en fait la première en Écosse avec une conception cantilever. En 1971, cette même tribune devient la première en Écosse à proposer des panneaux publicitaires au-dessus de la tribune.
Le stade a fêté son centenaire en 1983, l'année où le club a remporté son premier et pour l'instant seul titre de champion d'Écosse. Un système de chauffage de pelouse (en) à la fin de la saison 1984-85 pour un coût de 100 000£, ce qui fait de Dundee United le 4e club en Écosse à en bénéficier après Queen's Park, Rangers et Hibernian. Le club l'utilisa pour la première fois le 27 novembre 1985, en huitièmes de finale de la Coupe UEFA 1985-86 contre Neuchâtel Xamax.
Au moment du rapport Taylor, le stade disposait de 22 310 places mais seulement 2 252 (situées toutes dans la tribune principale). Confronté à la nécessité de n'avoir que des places assises, le club réfléchit quelque temps à la solution de partager un même stade avec leurs rivaux de Dundee FC afin de répartir les dépenses d'investissement entre les deux clubs, mais cette situation est rapidement abandonnée au profit d'une rénovation du Tannadice Park.
Trois nouvelles tribunes modernes sont ainsi construites, la tribune George Fox en 1992, du nom d'un ancien dirigeant du club, la tribune Est en 1994 (tribune renommée Eddie Thompson (en) en 2008 après le décès du dirigeant du club) et la tribune Fair Play en 1997, qui prolonge en fait la plus ancienne tribune Jerry Kerr (en) et qui sert pour les supporteurs adverses. Ces aménagements ont fait depuis cette date du Tannadice Park un stade avec uniquement des places assises. Les sièges du stade sont de couleur orangée (aux couleurs du club) sauf certains noirs afin de former les lettres DUFC.
Dans son histoire, le Tannadice Park a déjà accueilli d'autres sports que le football, notamment les courses de lévriers. Les premières s'y sont tenues en 1928 et avaient régulièrement lieu le samedi et le mercredi pendant l'été. Toutefois, et malgré d'assez bons chiffres de spectateurs, la configuration du stade se prêtait moins à l'organisation de ces événements que dans le Dens Park voisin, qui est devenu le lieu pour les courses de lévriers à Dundee au détriment du Tannadice Park.
Le 1er janvier 1941, alors que le championnat était suspendu à cause de la Seconde Guerre mondiale, un match de boxe s'est déroulé au Tannadice Park. Le champion local Jim Brady a battu Kid Tanner, originaire de Guyane britannique, pour le titre de champion de l'Empire britannique en poids coq.

## Infrastructure et équipements
Depuis 1994, le Tannadice Park propose uniquement des places assises avec cinq tribunes :
- tribune Jerry Kerr (en) : originellement construite en 1962, il s'agit de la première tribune cantilever en Écosse et la troisième pour tout le Royaume-Uni (après Sheffield Wednesday et Scunthorpe United). Sa forme est particulière car elle a une forme en L et couvre donc la moitié du côté Sud, le long de Tannadice Street, et la moitié du côté Est, englobant donc le point de corner sud-est du terrain. C'était la seule tribune à proposer déjà des places assises avant la grande rénovation à la suite du rapport Taylor. Cette tribune s'appelait simplement tribune principale jusqu'en 2003 où elle prend alors son nom actuel, en référence au dirigeant du club qui avait supervisé sa construction. Depuis lors, elle est le plus couramment utilisée pour accueillir les supporteurs adverses.
- tribune Jim McLean Fair Play : il s'agit de la tribune la plus récente du stade, ouverte en 1997. Bien que nommées différemment, elle n'est concrètement qu'une extension de l'ancienne tribune principale (devenue depuis lors tribune Jerry Kerr), le long du côté Sud que ne couvrait pas encore cette tribune. Le nom provient de l'ancienne terrasse qui y était située, appelée terrasse Fair Play qui elle-même avait nommée ainsi à la suite de l'obtention par Dundee United et son public du Prix du fair play UEFA lors de l'édition 1986-87 de la Coupe UEFA. Le nom de Jim McLean lui a été ajouté en 2011. Elle sert aussi principalement à l'accueil des supporteurs adverses.
- tribune Ouest : son nom officieux, The Shed, est bien plus utilisé que son nom officiel. Construite en 1957, sa toiture est toujours d'origine, et de cette date jusqu'en 1980, il s'agissait de la seule tribune couverte du stade. Depuis 1994, elle ne comporte plus que des places assises. Elle accueille suivant le cas les supporteurs du club ou les supporteurs adverses.
- tribune George Fox : nommé d'après un président marquant du club, elle a été construite lors de la saison 1991-92, sur le côté Nord du terrain. Sa construction marque le début de la conversion du Tannadice Park en stade uniquement avec des places assises. Elle accueille les supporteurs du club.
- tribune Eddie Thompson (en) : ouverte en 1994 sous le nom de tribune Est avec un design identique à la tribune George Fox voisine, elle accueille les supporteurs du club et notamment le kop. Elle a de fait la réputation d'être une tribune plus populaire, chaleureuse et bruyante que sa voisine. En mars 2008, elle est renommée Eddie Thompson (en) après le décès de l'ancien dirigeant du club.

### Galerie

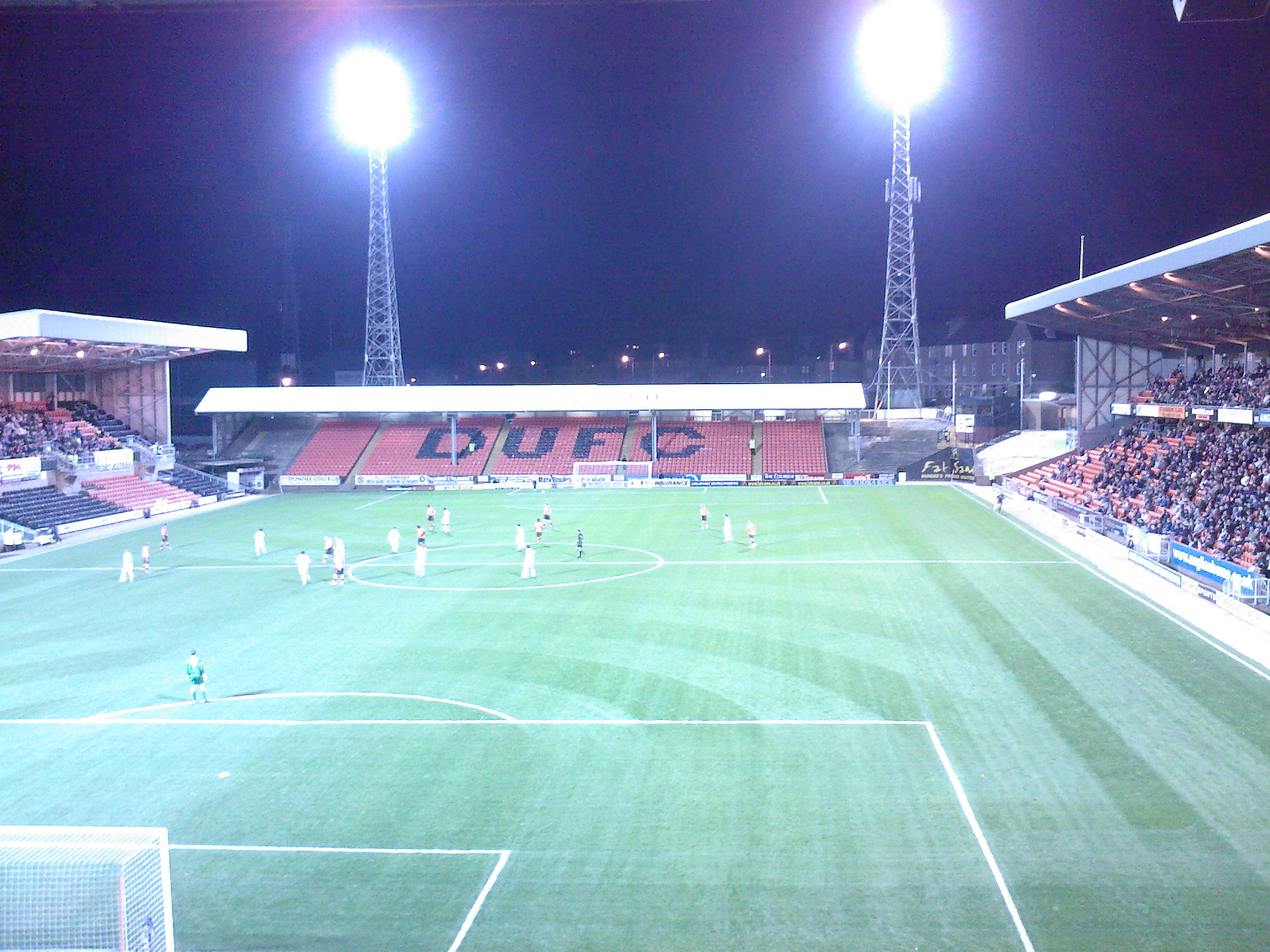
En face, la tribune Ouest, plus souvent appelée The Shed, à droite la tribune George Fox et à gauche la tribune Jim McLean Fair Play.
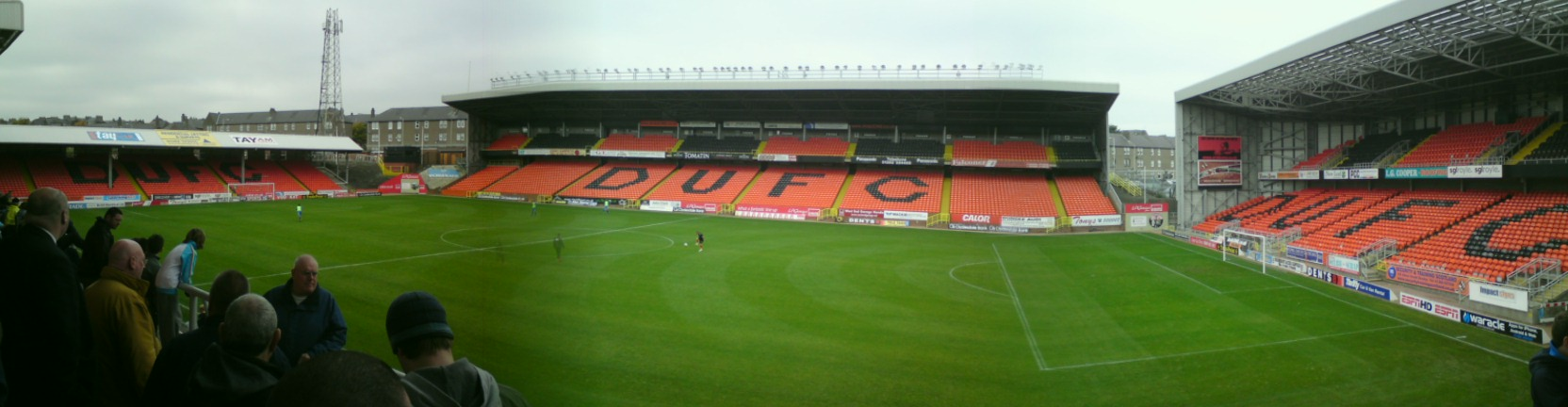
En face, la tribune George Fox, à droite la tribune Eddie Thompson (en) et à gauche The Shed

## Affluence
Le record d'affluence date du 16 novembre 1966 pour un match de Coupe des villes de foires entre Dundee United et le FC Barcelone (victoire 2-0 de Dundee United), avec 28 000 spectateurs.
Les moyennes de spectateurs des dernières saisons sont :
- 2014-2015 : 8 113 (Premiership)
- 2013-2014 : 7 599 (Premier League)
- 2012-2013 : 7 547 (Premier League)

## Transport
La gare la plus proche est la gare de Dundee, située à 25/30 minutes à pied du stade. Celui-ci est rapidement accessible par l'A90 (en).